# Frans Hermesdorf

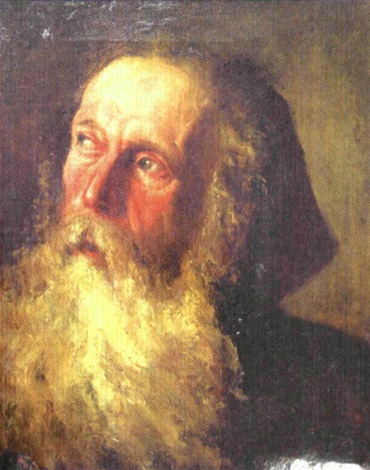
Porträt eines Mönchs

Frans Peter Hermesdorf (* 20. August 1854 in Zurlauben bei Trier; † 10. Dezember 1904 in Aachen) war ein niederländischer Porträtmaler und Radierer deutscher Abstammung.
Er begann seine Ausbildung 1880 an der Eidgenössischen Technischen Hochschule Zürich. Dort erkannte der Schweizer Maler Ernst Stückelberg seine künstlerische Begabung. Seinem Rat folgend, begann Hermesdorf am 21. Oktober 1882 sein Studium an der Königlich Bayerischen Akademie der Künste München.
Nach dem Studium unternahm er eine Studienreise nach der Schweiz, Italien, Frankreich und den Niederlanden. Um 1890 ließ er sich in Kerkrade nieder. Hier heiratete er am 25. Oktober 1892 Maria Josepha Franciska Hubertina Deutz. Das Ehepaar ließ in Chevremont in der Provinz Limburg eine schlossähnliche Villa errichten, die Villa „Luikerheide“. Wenn Hermesdorf nicht auf Reisen war, arbeitete er im Atelier dieser Villa. Am 3. November 1894 wurde sein Sohn Bernardus Hubertus Dominicus Hermesdorf in Chevremont geboren. Er war ein katholisch inspirierter Rechts- und Kulturhistoriker und Professor an der Katholischen Universität Nimwegen.
Frans Hermesdorf malte hauptsächlich Porträts, Landschaften sowie historische und mythologische Genreszenen. Hermesdorf widmete sich auch der Herstellung von Radierungen. 1892 verbrachte  er einige Zeit in Den Haag. 1899 wurde er als niederländischer Staatsbürger eingebürgert. Hermesdorf verstarb 1904 im Alter von 50 Jahren in einem Krankenhaus in Aachen.